# 百乐门香烟
百乐门（Parliament）是菲利普莫里斯国际旗下的一個香菸品牌，部分地區則稱為曼哈頓（Manhattan）。该品牌于1931年推出。 百乐门香烟占美国卷烟市場销售额的 1.9%，而萬寶路则占美国卷烟市場销售额的 41.1%。  2016年，百乐门香烟产量为460亿支。该品牌在全球30多个国家/地区有售。 